# The Sounds of ROCK LOVE
『The Sounds of ROCK LOVE』（ザ・サウンド・オブ・ロック・ラブ）は、カーネーションのライブ・アルバム。2007年10月3日に日本コロムビアより発売。
2006年12月9日にSHIBUYA-AXにおいて、失敗の許されないライブ・レコーディングという形を取って収録された音源である。
西池崇、長見順、ロベルト小山、平田直樹、小泉邦男、渡辺シュンスケ、鈴木桃子、武田カオリのサポートを得た11人編成でレコーディングされた。
最後の「夏の夜の夢」のみ、スタジオ・レコーディングである。

## 収録曲
1. MAGIC
2. スペードのエース
3. 気楽にやろうぜ
4. Butterfly
5. Lovers ＆ Sisters
6. My Little World
7. 獣たち
8. アイ・アム・サル
9. 地球はまわる
10. 未確認の愛情
11. 夜の煙突
12. PARADISE EXPRESS
13. Lady Lemonade
14. 夏の夜の夢
映画『ROCK LOVE』のエンディングテーマ